# 42 Brygada Pancerna (Bundeswehra)
42 Brygada Pancerna (niem. Panzerbrigade 42 „Brandenburg“, PzBrig 42) – pancerny związek taktyczny Bundeswehry w Berlinie oraz kraju związkowym Brandenburgia, ze sztabem w koszarach Havelland w Poczdamie. Została sformowana 27 marca 1991 i podporządkowana była 13 Dywizji Zmechanizowanej (13. Panzergrenadierdivision).

## Historia
Brygada sformowana została z części 1 Zmotoryzowanej Dywizji Strzelców (1. Mot.-Schützendivision) Nationale Volksarmee NRD jako 42 Brygada Obrony Terytorialnej (Heimatschutzbrigade 42) i od razu otrzymała nazwę „Brandenburg“. Obecna nazwa brygady obowiązuje od 1995. W 1997 brygadę podporządkowano 13 Dywizji Zmechanizowanej (13. Panzergrenadierdivision). W strukturze brygady znajdowało się centrum kształcenia kierowania pojazdami wojskowymi wyposażone w symulatory. W 1997 brygadzie podporządkowano 421 batalion zmechanizowany (Panzergrenadierbataillon 421), 422 batalion zmechanizowany (Panzergrenadierbataillon 422) (oba w Brandenburg an der Havel), 423 batalion pancerny (Panzerbataillon 423) i 424 batalion pancerny (Panzerbataillon 424) w Brück, 425 batalion artylerii pancernej (Panzerartilleriebataillon) i 420 kompanię pionierów pancernych (Panzerpionierkompanie) w Lehnitz oraz 581 batalion strzelców (Jägerbataillon). Ten ostatni jesienią 1997 przemianowano na 1 Batalion Strzelców Berlin (Jägerbataillon 1 Berlin). W 1999 i 2000  brygada wysłała żołnierzy w ramach 3. kontyngentu KFOR na Półwysep bałkański. Następnie w 2001 i 2002 brygada ponownie wysłała swoich żołnierzy w ramach 4. kontyngentu do Kosowa i Macedonii Północnej. W roku 2002 pomagała również podczas powodzi nad Odrą. Pod koniec 2002 r. 423 batalion pancerny (Panzerbataillon 423) oraz 420 kompanię pionierów pancernych (Panzerpionierkompanie) rozformowano. 1 stycznia 2003 421 Batalion Zmechanizowany (Panzergrenadierbataillon 421) wraz z 425 batalionem artylerii pancernej (Panzerartilleriebataillon) podporządkowano 1 Brygadzie Zmechanizowanej (Panzergrenadierbrigade 1). 30 czerwca 2003 brygadę rozformowano.
6 listopada 2023 Federalne Ministerstwo Obrony podało do wiadomości, że w związku z decyzją ministra spraw wewnętrznych Borisa Pistoriusa brygada zostanie ponownie sformowana pod tą samą nazwą i na stałe stacjonować będzie na Litwie. Jednak na początku 2024 inspektor wojsk lądowych Alfons Mais zdecydował o nadaniu nazwy 45 Brygada Pancerna (Panzerbrigade 45) dla przyszłej brygady na Litwie.

## Oznaka rozpoznawcza
Oznaka rozpoznawcza brygady przedstawia orła z herbu Brandenburgii na srebrnym polu. Właściwe pole oznaki jest w kolorze czerwono-białym, co jest równoznaczne z kolorami flagi Brandenburgii.

## Dowództwo
| Lp. | Imię i nazwisko          | Okres                               |
| --- | ------------------------ | ----------------------------------- |
| 1.  | płk Friedrich von Senden | 27 marca 1991 - 23 września 1993    |
| 2.  | płk Karl-Heinz Lather    | 24 września 1993 - 26 kwietnia 1995 |
| 3.  | płk Justus Gräbner       | 27 kwietnia 1995 - 25 marca 1999    |
| 4.  | płk Roland Kather        | 26 marca 1999 - 8 lutego 2001       |
| 5.  | płk Horst-Heinrich Brauß | 9 lutego 2001 - 30 czerwca 2003     |